# West Acton (stanice metra v Londýně)
West Acton je stanice metra v Londýně, otevřena byla 5. listopadu 1923. Nachází se na lince :
- Central Line (mezi stanicemi Earling Broadway a North Acton)

| Rok  | Počet cestujících |
| ---- | ----------------- |
| 2011 | 1,62 mil          |
| 2012 | 1,58 mil          |
| 2013 | 1,69 mil          |
| 2014 | 1,67 mil          |